# Wilder Urlaub
Wilder Urlaub (in der französischsprachigen Schweiz: La Nuit sans Permission) ist ein Schweizer Spielfilm des Regisseurs Franz Schnyder aus dem Jahr 1943, der auf dem gleichnamigen Roman von Kurt Guggenheim aus dem Jahr 1941 basiert.

## Handlung
Wilder Urlaub schildert eine schicksalshafte Nacht im Leben eines Schweizer Soldaten während des Zweiten Weltkriegs. Mitrailleur Hermelinger mietet in der Zürcher Altstadt bei der Familie Ruttishuser ein Mansardenzimmer. Er ist auf der Flucht, weil er im Streit seinen Vorgesetzten Wachtmeister Epper erschlagen hat. Beim Versuch, im Nebenzimmer zivile Kleider zu stehlen, wird er von dessen Mieter, dem Studenten Fritz Hablützel, überrascht. Dieser ist Offizier und besitzt als solcher eine Pistole, die Hermelinger aber an sich bringt. Als sich ein Schuss aus der Waffe löst, gibt Hermelinger den Widerstand auf und legt ein Geständnis ab.
In einer Rückblende wird gezeigt, wie sich die einstigen Schulfreunde Hermelinger und Epper zunehmend entfremdet haben: Epper als Sohn aus gutem Hause begann den Arbeitersohn Hermelinger zu meiden, und im Militärdienst nutzt er seinen höheren Rang aus, um Hermelinger zu schikanieren, bis dieser im Affekt mit einem Stein zuschlug.
Zurück in der Gegenwart wird Hermelinger von seinem Vermieter Emil Ruttishuser gebeten, einen Arzt zu holen: Seine Tochter Lorli ist schwer krank, und der Vater befürchtet das Schlimmste. Die Situation böte Hermelinger eine gute Gelegenheit zur Flucht, doch schliesslich erfüllt er seine Aufgabe. Danach setzt er sich in eine Gastwirtschaft; als diese schliesst, bietet ihm die Serviertochter an, in ihrem Zimmer zu übernachten. Doch Hermelinger hat einen Albtraum, und die Serviertochter bekommt es mit der Angst zu tun. Hermelinger flieht durch das verdunkelte Zürich, entkommt dabei der Polizei, welche die Ausgangssperre überwacht. Im Haus von Ruttishuser trifft er wieder auf Hablützel, der sich gerade daran macht, zu seiner Einheit einzurücken. Er gesteht nun seinerseits Hermelinger, dass er sowohl seine Eltern als auch die Armee getäuscht habe, weil er gar nicht mehr studiere.
Am nächsten Morgen hat Lorli Ruttishuser die kritische Phase ihrer Krankheit überstanden. Hermelinger nimmt im Zürcher Hauptbahnhof den Zug nach Genf, steigt aber wenig später in Dietikon aus, wo seine Einheit stationiert ist, um sich der Militärjustiz zu stellen. Im Quartier angekommen wird er von Wachtmeister Epper empfangen, der lediglich verletzt ist. Beeindruckt von Hermelingers Mut überwindet Epper die bisherige Distanz und duzt seinen einstigen Schulfreund wieder.

## Hintergrund
Wilder Urlaub bildet den Abschluss von Guggenheims Frühwerk mit den von Hauswirth sogenannten psychologisch-impressionistischen Romanen. Diese bewegen sich thematisch zwischen Ausbruch und Heimkehr, verbindende Elemente sind die Betonung des Schuldmotivs, die symbolische Bedeutung der Nacht und der Affinität zum Verbrechertum.
Die Idee zu Wilder Urlaub hatte Guggenheim in seiner Dienstzeit um die Jahreswende 1939/40, die er – wie seine Romanfigur – als Mitrailleur in Dietikon verbrachte. Es scheint, als hätte Guggenheim den ganzen Roman während seiner Militärzeit entwickelt; wieder heimgekehrt dauerte die Niederschrift keine zwei Monate.
1941 interessierte sich Leopold Lindtberg, der Regisseur von Filmen wie Wachtmeister Studer und Landammann Stauffacher, für eine Verfilmung von Wilder Urlaub. Kurt Guggenheim stellte ein Exposé seines Romans zusammen, entfernte darin vorsorglich alle Elemente, die auf den Widerstand der Militärzensur hätten stossen können, und reichte es bei der Praesens-Film ein. Diese wandte sich früh an das Militärdepartement des Kantons Zürich, das im Februar 1942 seinen Bescheid gab. In den Augen des Militärs war an dem Film grundsätzlich nichts auszusetzen, einzig die negative Charakterisierung von Wachtmeister Epper wurde beanstandet und es wurde empfohlen, den tätlichen Angriff auf ihn als Affekthandlung darzustellen.
Ein Jahr später, als das Projekt spruchreif war, wurde der Praesens-Film von anderer Militärstelle mitgeteilt, dass eine „interessierte Militärstelle“ habe verlauten lassen, eine Verfilmung von Wilder Urlaub könne seitens des Militärkommandos nicht geduldet werden. Lazar Wechsler, Direktor der Praesens-Film, antwortete darauf, dass aufgrund des vormaligen positiven Bescheids verbindliche Verträge abgeschlossen worden seien, von denen sich die Praesens-Film nicht ohne enorme finanzielle Verluste zurückziehen könne. Es folgte ein Briefwechsel zwischen Wechsler und der „interessierten Militärstelle“, in dessen Verlauf Wechsler herausfand, dass es sich um den Chef der Abteilung für Nachrichten- und Sicherheitsdienst handelte, ein Offizier, der offensichtlich die Entscheide der Sektion Film letztverantwortlich bestimmte. Dank dem Verhandlungsgeschick Wechslers konnten alle Argumente von Oberstleutnant Schafroth, dem besagten Offizier, entkräftet werden. Der Film passierte am 25. September 1943 unbeanstandet die Zensur.
Wilder Urlaub wurde am 2. Oktober 1943 im Zürcher Kino Urban uraufgeführt. Das formal im Stil des film noir gehaltene Werk wurde von der Kritik sehr positiv aufgenommen, fiel aber beim Publikum durch. Gottlieb Duttweiler, Mitglied des Verwaltungsrats der Praesens-Film, vermittelte den Film im Tausch gegen Lebensmittel für die Migros nach Deutschland und verhinderte so ein finanzielles Desaster. Für den Regisseur Franz Schnyder bedeutete dieser Misserfolg, dass er die Vorbereitungen an seinem nächsten Filmprojekt Der Landesverräter einstellen musste und während zehn Jahren keinen Film mehr drehen konnte.

## Kritik
«Der künstlerisch eindrucksvolle Film fand seinerzeit in Schweizer Augen wenig Anerkennung, weil er die Bedeutung des Schweizer Heeres in Frage stellte, dessen Führung glaubte, ein letztes Bollwerk gegen die Hitler-Armee zu sein. Der Produktion wurden zahlreiche Hemmnisse in den Weg gelegt, und erst zahlreiche Kompromisse konnten die Realisation sichern. Ein noch immer hochbrisanter Film, eingedenk der binnenschweizer Diskussion über den Stellenwert der Armee.»